# جان سيرفينت
جان سيرفينت هو مبارز بالسيف فرنسي، مثّل بلاده في الألعاب الأولمبية الصيفية 1920.

## روابط رياضية
جان سيرفينت على موقع أوليمبيديا (الإنجليزية)